# 蓝色骨头
《蓝色骨头》是2014年上映的中国电影，由崔健执导，尹昉、倪虹洁、毛阿敏、黄轩、赵有亮等主演。崔健凭借本片获得第十五届华语电影传媒大奖最佳新导演奖。